# ランダー・パーキン・セルフリッジ予想
ランダー・パーキン・セルフリッジ予想（ランダー・パーキン・セルフリッジよそう）とは、同じ次数の和からなる方程式の整数解についての予想であり、k乗数の和がk乗数の和と等しい場合、項の数は少なくともk個であるという予想である。フェルマーの最終定理の一般化のひとつである。

## 背景
a2 + b2 = c2 の整数解を求めるディオファントス方程式は、ピタゴラスの定理以来何世紀も研究されてきた。この方程式を拡張し、フェルマーはフェルマーの最終定理として「2より大きい整数 k に対し、 ak + bk = ck は整数解(a, b, c)を持たない」と書き記した。オイラーは項の数と次数を拡張し、整数nとkが1より大きい場合、n個のk乗数の和がk乗数であれば、nは少なくともk以上であると予想した。
式で表すと 1より大きい nと、自然数
{\displaystyle a_{1},a_{2},\dots ,a_{n},b}
に対して
{\displaystyle \sum _{i=1}^{n}a_{i}^{k}=b^{k}}
が成立する場合、n ≥ k である。
1966年には、k = 5でのオイラー予想の反例がLeon J. Lander と Thomas R. Parkin によって示された。
275 + 845 + 1105 + 1335 = 1445.
その後、以下に示す k = 4 を含む多くの反例が見つかった。さらに次式は、より狭いオイラーの四次の予想「a4 + b4 + c4 = d4 は整数解を持たない」を反証した。
4145604 + 2175194 + 958004 = 4224814.

## 予想の内容
1967年にL. J. Lander、T. R. Parkin、John Selfridgeの3人が提唱した予想は、
{\displaystyle \sum _{i=1}^{n}a_{i}^{k}=\sum _{j=1}^{m}b_{j}^{k}}
が自然数
ai ≠ bj （ 1 ≤ i ≤ n 、1 ≤ j ≤ m）に対して成立する時、 m+n ≥ kとなる。」である。この同じ次数の等式は、 (k, m, n)と略記される。
m = n = k/2 である比較的小さな例には、
{\displaystyle 59^{4}+158^{4}=133^{4}+134^{4}}
や
{\displaystyle 3^{6}+19^{6}+22^{6}=10^{6}+15^{6}+23^{6}} （1934年にK. Subba Rao が発見）がある（一般化タクシー数も参照）。
この予想は m = 1 と言う特殊な場合において、
{\displaystyle \sum _{i=1}^{n}a_{i}^{k}=b^{k}}
が成立するならば、n ≥ k−1であることを示す。
m = 1 と言う特殊な場合においても、  n = k-1 の場合や、1つ制約を緩めた n = k  の場合に対してはいくつも解が知られている。例えば、
k = 3
33 + 43 + 53 = 63
k = 4
958004 + 2175194 + 4145604 = 4224814　(Roger Frye, 1988)
304 + 1204 + 2724 + 3154 = 3534　(R. Norrie, 1911。最小の解)
k = 5
275 + 845 + 1105 + 1335 = 1445　(Lander, Parkin, 1966)
75 + 435 + 575 + 805 + 1005 = 1075　 (Sastry, 1934, 3番目に小さい解である)
k = 6
未発見(2002年に、730000までには解がないことが示された。)
k = 7
1277 + 2587 + 2667 + 4137 + 4307 + 4397 + 5257 = 5687　(M. Dodrill, 1999)
k = 8
908 + 2238 + 4788 + 5248 + 7488 + 10888 + 11908 + 13248 = 14098　 (Scott Chase, 2000)
k ≥ 9
未発見

## 予想の現状
この予想の真偽は未解決である。また、 k ≥ 5 に対して ak + bk = ck + dk という形の反例が存在するか否かについても未解決である。